# Angels of Death
Angels of Death (殺戮の天使?, Satsuriku no tenshi, lett. "Angeli del massacro") è un videogioco horror e d'avventura giapponese sviluppato da Hoshikuzu KRNKRN (Makoto Sanada) per Microsoft Windows. Creato usando RPG Maker, è stato pubblicato prima gratuitamente sul sito web Den Fami Nico Game Magazine e poi su Steam in giapponese, coreano, cinese, inglese e russo. Al momento è disponibile per Microsoft Windows su Steam e su Nintendo Switch, sono anche state annunciate sull'account Twitter ufficiale le versioni Xbox One e PlayStation 4.
Un adattamento manga, scritto da Kudan Nazuka e disegnato da Makoto Sanada, è stato serializzato sulla rivista shōjo Monthly Comic Gene di Media Factory dal 2016 al 2020. Un adattamento anime è stato realizzato e concluso nel 2018 in Giappone.

## Trama
La protagonista del gioco è una ragazza di 13 anni chiamata Rachel Gardner, detta Ray.
Ray si risveglia in un posto sconosciuto e senza memoria, ricordando solo di essere stata convocata in ospedale per una consulenza dopo aver visto qualcuno morire. La ragazza trova un ascensore e sale al piano B6, dove incontra tun uomo bendato che cerca di ucciderla con una falce. Ray scappa, e sale al piano B5, dove incontra colui che doveva farle la consulenza, Daniel Dickens, in arte Danny, che le promette di uscire insieme. 
Tuttavia Danny è ossessionato dagli occhi e intrappola Ray per prenderle gli occhi. Daniel infatti è nato senza un occhio e per questo i suoi genitori litigavano spesso, e dopo che il padre chiese il divorzio la madre si suicidò. Danny vide quanto erano belli gli occhi di sua madre senza vita e una volta cresciuto divenne dottore, con lo scopo principale di estrarre gli occhi dei suoi pazienti e avere l'espressione vuota di sua madre. All'improvviso però Ray recupera la memoria, e subito arriva il ragazzo fasciato a colpire Danny alle spalle, per poi provare a uccidere Ray, ma vedendo la sua espressione annoiata rinuncia perché non ci avrebbe trovato gusto.
Il ragazzo bendato è il co-protagonista Isaac Foster, in arte Zack, dall'infelice passato. Quando era piccolo suo padre tentò di ucciderlo insieme alla sua la famiglia appiccando un incendio alla casa, Zack sopravvisse con gravi bruciature in tutto il corpo, nonché una terribile paura del fuoco. Isaac quindi venne spedito in un orfanotrofio dove i proprietari gestivano un traffico di bambini. Dopo esser stato costretto più volte a seppellire suoi coetanei deceduti una sera lui vide in televisione un film cruento su un assassinio, e lui, ispirato, uccise coloro che gestivano l'orfanotrofio e divenne un serial killer. Ray apprende da Zack che in quella struttura, ogni piano è gestito da un padrone ed è addobbato secondo i gusti del proprietario. Coloro che vi abitano non possono mai uscire dal loro piano, altrimenti infrangono una grande regola e diventano loro stessi delle prede per gli altri. Infatti Zack, essendo passato dal suo piano, il B6, a quello di Danny, il B5, ed averlo aggredito ora può essere ucciso dagli altri padroni, di conseguenza chiede a Rachel di aiutarlo ad uscire entrambi, per poi ucciderla, a condizione però che ella riesca a sorridere.
I protagonisti arrivano al piano B4, addobbato come un cimitero, dove incontrano un bambino di nome Edward Mason, o Eddie. Egli veniva da una famiglia di costruttori di tombe, che, nonostante la sua bravura, non gli dava mai credito, inoltre, a causa delle loro condizioni economiche, Eddie non possedeva niente di suo, costretto addirittura a riutilizzare i vestiti dismessi dei fratelli maggiori. Così Eddie, desideroso di possedere qualcosa di proprio, uccise degli animali e costruì delle tombe per loro in modo che fossero suoi per sempre. Quando il ragazzino vede Ray, si innamora della ragazza, così costruisce una tomba per lei, giurando di ucciderla e farla sua per sempre. Alla fine Zack uccide Eddie con l'aiuto di Rachel e mette il cadavere nella propria tomba che egli aveva costruito per lei.
I protagonisti quindi arrivano al piano B3, allestito come una prigione, gestito da una signorina vestita come una poliziotta di nome Catherine Ward, o semplicemente Cathy, intenzionata a punire i due per le loro malefatte.
La donna è una sadomasochista e aveva una migliore amica di nome Lucy che ammirava alla follia, dopo il diploma loro divennero guardie carcerarie e si divertivano torturando e uccidendo i peccatori e lavoravano pure per Daniel. Quando Catherine finisce nel manicomio decide di usare come suo primo sacrificio proprio Lucy, punendola per tutti i peccati che aveva commesso. Cathy, cercando di uccidere i due spinge Zack e Ray in una stanza dove i due devono iniettarsi due siringhe, una letale e una innocua, Zack, per onorare la promessa e non volendo far morire Ray per mano di qualcun altro, se le inietta entrambe. Zack in un momento di lucidità si ferisce con la falce e Ray uccide Cathy tirando fuori dal suo borsello una pistola carica.
Zack non riesce a muoversi a causa delle ferite, quindi Ray lo lascia in un angolo a riposare e va da sola al piano B2, adibito a chiesa e gestito dal reverendo Abram Gray.
Egli è colui che ha costruito la struttura, perché era curioso di vedere se le persone restavano ancorate alla loro propria fede nonostante tutte le disgrazie che avvenivano lì. Gray, dopo aver visto quanto Rachel sia credente, le dice che al piano di Danny c'è una medicina per salvare Zack. Ray torna quindi all'ultimo piano, dove scopre che Danny è ancora vivo, e ha preso la medicina, la quale viene però recuperata da Gray.
Isaac si riprende e lui e Ray vanno insieme al piano B1, un posto adibito a casa, e nel salotto scoprono due cadaveri impigliati e legati l'uno all'altro, seduti sul divano. I due vengono raggiunti da Daniel che rivela a Zack che il padrone del piano è Rachel Gardner.
Ray aveva infatti due genitori violenti e un giorno, in uno scatto d'ira, il padre uccise la madre, quindi Rachel prese una pistola e lo ammazzò. Preda della follia, la bimba, li impagliò.
Danny confessa a Zack che Ray lo ha sempre usato, per poterlo uccidere e farlo suo. Inizia quindi un inseguimento tra Rachel e Isaac e, dopo vari dialoghi, i due decidono di rinnovare la loro promessa, di uscire dal posto e di uccidere Ray, stavolta però, giurando solamente a loro stessi.
Rachel e Isaac scappano sotto consiglio di Gray al piano B2, dove si trova un'uscita segreta, tuttavia mentre escono viene attivata l'autodistruzione della struttura. Danny cerca un'ultima volta di fare suoi gli occhi di Rachel, impedendole di uscire, ma Gray lo trafigge con una balestra, per permettere ai protagonisti di fuggire. Così, Danny e Gray, si suppone, muoiano tra le fiamme, mentre Ray e Zack si apprestano verso l'uscita dell'edificio, ma vengono accolti dalla polizia, che vedendo le circostanze, fanno arrestare Isaac.
Rachel viene curata in ospedale e passa del tempo con veri medici e vera consulenza, venendo però a sapere che Isaac Foster verrà processato per tutti i suoi crimini. Ma nel cuore della notte Zack entra nella stanza di Ray e i due saltando fuori dalla finestra, i due scappano via da tutti e non vennero mai più ritrovati.

## Media

### Manga
Un adattamento manga scritto da Makoto Sanada e illustrato da Kudan Nazuka è stato serializzato sulla rivista Monthly Comic Gene dal 27 gennaio 2016 al 15 settembre 2020. Il prequel del gioco, Episode.0, creato dai medesimi autori, invece viene pubblicato su MFC Gene Pixiv dal 3 marzo 2017. Una serie 4 koma intitolata Satsuten! creata da Makoto Sanada e negiyan è stata serializzata su Monthly Comic Gene dal 27 febbraio 2017 al 15 marzo 2021.
| Angels of Death (12 volumi) |                   |                        |
| 1                           | 27 gennaio 2016   | ISBN 978-4-04-067893-1 |
| 2                           | 27 giugno 2016    | ISBN 978-4-04-068284-6 |
| 3                           | 26 dicembre 2016  | ISBN 978-4-04-068809-1 |
| 4                           | 27 febbraio 2017  | ISBN 978-4-04-069033-9 |
| 5                           | 27 luglio 2017    | ISBN 978-4-04-069244-9 |
| 6                           | 27 dicembre 2017  | ISBN 978-4-04-069571-6 |
| 7                           | 27 aprile 2018    | ISBN 978-4-04-069840-3 |
| 8                           | 27 settembre 2018 | ISBN 978-4-04-065123-1 |
| 9                           | 27 marzo 2019     | ISBN 978-4-04-065590-1 |
| 10                          | 27 settembre 2019 | ISBN 978-4-04-064043-3 |
| 11                          | 27 marzo 2020     | ISBN 978-4-04-064496-7 |
| 12                          | 27 ottobre 2020   | ISBN 978-4-04-064976-4 |
| Satsuten! (3+ volumi)       |                   |                        |
| 1                           | 27 febbraio 2017  | ISBN 978-4-04-068813-8 |
| 2                           | 27 gennaio 2018   | ISBN 978-4-04-069245-6 |
| 3                           | 27 febbraio 2019  | ISBN 978-4-04-065464-5 |
| Episode.0 (3+ volumi)       |                   |                        |
| 1                           | 27 luglio 2017    | ISBN 978-4-04-069245-6 |
| 2                           | 26 febbraio 2018  | ISBN 978-4-04-069710-9 |
| 3                           | 28 marzo 2019     | ISBN 978-4-04-065591-8 |

### Light novel
Una serie di light novel basati sul gioco è stata scritta da Kina Chiren e Makoto Sanada, illustrata da negiyan e pubblicata Kadokawa sotto l'etichetta Enterbrain per un totale di tre volumi.
| Nº | Data di prima pubblicazione | Data di prima pubblicazione | Data di prima pubblicazione |
| Nº | Giapponese                  | Giapponese                  |                             |
| -- | --------------------------- | --------------------------- | --------------------------- |
| 1  | 30 luglio 2016              | ISBN 978-4-04-734115-9      |                             |
| 2  | 24 aprile 2017              | ISBN 978-4-04-734437-2      |                             |
| 3  | 27 aprile 2018              | ISBN 978-4-04-734930-8      |                             |

### Anime

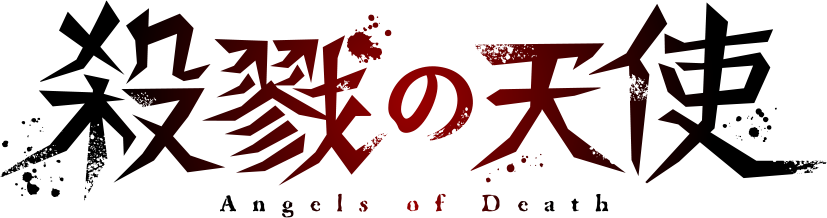
Logo della serie

Un adattamento anime prodotto dallo studio J.C.Staff, diretto da Kentarō Suzuki, sceneggiato da Yoshinobu Fujioka, con la musica di Noisycroak di Lantis ed il character design di Miki Matsumoto, è stato trasmesso in Giappone dal 6 luglio al 26 ottobre 2018 per un totale di 16 episodi. La sigla iniziale Vital è cantata da Masaaki Endoh mentre quella di chiusura Pray da Haruka Chisuga. La serie è giunta in Italia in versione sottotitolata attraverso la piattaforma Crunchyroll.
| Nº | Titolo italiano Giapponese 「Kanji」 - Rōmaji                                 | In onda           | In onda |
| Nº | Titolo italiano Giapponese 「Kanji」 - Rōmaji                                 | Giapponese        |         |
| 1  | Kill me... please 「Kill me... please」                                       | 6 luglio 2018     |         |
| 2  | Your grave is not here 「Your grave is not here」                             | 13 luglio 2018    |         |
| 3  | I swear to God 「I swear to God」                                             | 20 luglio 2018    |         |
| 4  | A sinner has no right of choice 「A sinner has no right of choice」           | 27 luglio 2018    |         |
| 5  | Don't let me kill you just yet 「Don't let me kill you just yet」             | 3 agosto 2018     |         |
| 6  | Zack is the only one who can kill me 「Zack is the only one who can kill me」 | 10 agosto 2018    |         |
| 7  | Who are you? 「Who are you?」                                                 | 17 agosto 2018    |         |
| 8  | Yeah..., I'm a monster 「Yeah..., I'm a monster」                             | 24 agosto 2018    |         |
| 9  | There is no God in this world 「There is no God in this world」               | 31 agosto 2018    |         |
| 10 | The witch trial shall start 「The witch trial shall start」                   | 7 settembre 2018  |         |
| 11 | Cause you are my God, Zack 「Cause you are my God, Zack」                     | 14 settembre 2018 |         |
| 12 | Try to know everything about her 「Try to know everything about her」         | 21 settembre 2018 |         |
| 13 | I'm not your God 「I'm not your God」                                         | 5 ottobre 2018    |         |
| 14 | Swear you will be killed by me 「Swear you will be killed by me」             | 12 ottobre 2018   |         |
| 15 | A vow cannot be stolen 「A vow cannot be stolen」                             | 19 ottobre 2018   |         |
| 16 | Stop crying and smile 「Stop crying and smile」                               | 26 ottobre 2018   |         |